# Rosefline Chepngetich
Rosefline Chepngetich (ur. 17 czerwca 1997) – kenijska lekkoatletka specjalizująca się w biegach długich.
Uczestniczka Mistrzostw Świata w Biegach Przełajowych 2013 rozgrywanych w Bydgoszczy. W rywalizacji indywidualnej juniorek na dystansie 6 kilometrów zajęła 7. pozycję, uzyskując czas biegu 18:21. W klasyfikacji drużynowej juniorek, wspólnie z reprezentacją swojego kraju, zajęła 1. miejsce, zdobywając tym samym złoty medal. W tym samym roku sięgnęła po złoto mistrzostw świata juniorów młodszych w biegu na 2000 metrów z przeszkodami.
W 2014 zdobyła srebro w drużynie juniorek podczas mistrzostw Afryki w biegach przełajowych oraz została wicemistrzynią świata juniorek w biegu na 3000 metrów z przeszkodami. Mistrzyni igrzysk afrykańskich młodzieży i igrzysk olimpijskich młodzieży na dystansie 2000 metrów z przeszkodami (2014).
Wicemistrzyni świata juniorek w biegach przełajowych z 2015 roku. Finalistka Mistrzostw Świata w Lekkoatletyce 2015 w biegu na 3000 metrów z przeszkodami (15. pozycja).

## Osiągnięcia
| Rok  | Impreza                                   | Miejsce   | Konkurencja                        | Pozycja     | Wynik   |
| ---- | ----------------------------------------- | --------- | ---------------------------------- | ----------- | ------- |
| 2013 | Mistrzostwa świata w biegach przełajowych | Bydgoszcz | bieg juniorek                      | 7. miejsce  | 18:21   |
| 2013 | Mistrzostwa świata w biegach przełajowych | Bydgoszcz | drużyna juniorek                   | 1. miejsce  |         |
| 2013 | Mistrzostwa świata juniorów młodszych     | Donieck   | bieg na 2000 metrów z przeszkodami | 1. miejsce  | 6:14,60 |
| 2014 | Mistrzostwa Afryki w biegach przełajowych | Kampala   | bieg juniorek                      | 4. miejsce  | 19:40   |
| 2014 | Mistrzostwa Afryki w biegach przełajowych | Kampala   | drużyna juniorek                   | 2. miejsce  |         |
| 2014 | Igrzyska afrykańskie młodzieży            | Gaborone  | bieg na 2000 metrów z przeszkodami | 1. miejsce  | 6:21,81 |
| 2014 | Mistrzostwa świata juniorów               | Eugene    | bieg na 3000 metrów z przeszkodami | 2. miejsce  | 9:40,28 |
| 2014 | Igrzyska olimpijskie młodzieży            | Nankin    | bieg na 2000 metrów z przeszkodami | 1. miejsce  | 6:22,67 |
| 2015 | Mistrzostwa świata w biegach przełajowych | Guiyang   | bieg juniorek                      | 12. miejsce | 20:38   |
| 2015 | Mistrzostwa świata w biegach przełajowych | Guiyang   | drużyna juniorek                   | 2. miejsce  |         |
| 2015 | Mistrzostwa świata                        | Pekin     | bieg na 3000 metrów z przeszkodami | 15. miejsce | 9:46,08 |

## Rekordy życiowe
- bieg na 3000 metrów z przeszkodami – 9:17,08 (2018)